# Ralph Broome
Ralph Edward Howard Broome, född 5 juli 1889 i Dalhousie, Brittiska Indien, död 25 januari 1985 i Poole, England, var en brittisk bobåkare som tävlade under 1920-talet. Han vann silver i fyrmansbob vid olympiska vinterspelen 1924.